# شوپفنودل

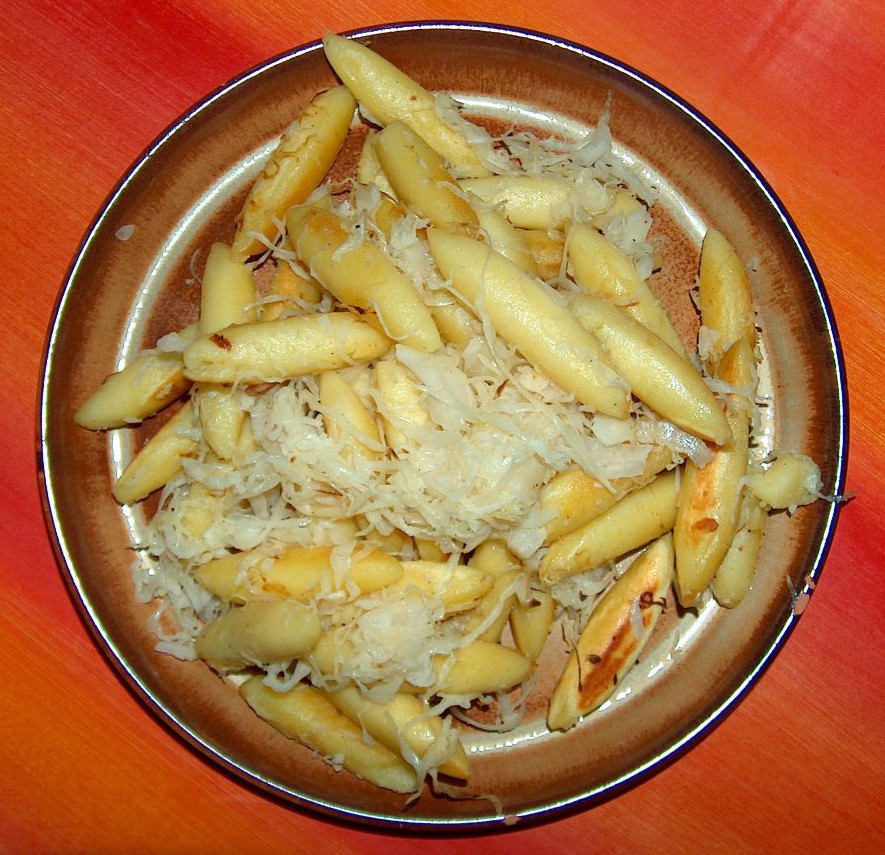

شوپفنودل (به آلمانی: Schupfnudel) (به معنی نودل لوله‌ای در آلمانی) که نودل انگشتی هم نامیده می‌شود (به آلمانی: Fingernudeln) نام یک نوع دامپلینگ یا نودل ضخیم در آشپزی اتریشی و جنوب آلمان است. معمولاً این غذا در مناطق مختلف با نام‌های ممتفاوت و به اشکال گوناگون وجود دارد. برای تهیه این نودل اغلب از چاودار یا آرد گندم به همراه تخم‌مرغ استفاده می‌شود. شوپنودل به طور سنتی با توجه به ظاهر متفاوتش (شبیه به توپ فوتبال آمریکایی) به وسیله دست شکل داده می‌شود.